# Keiki

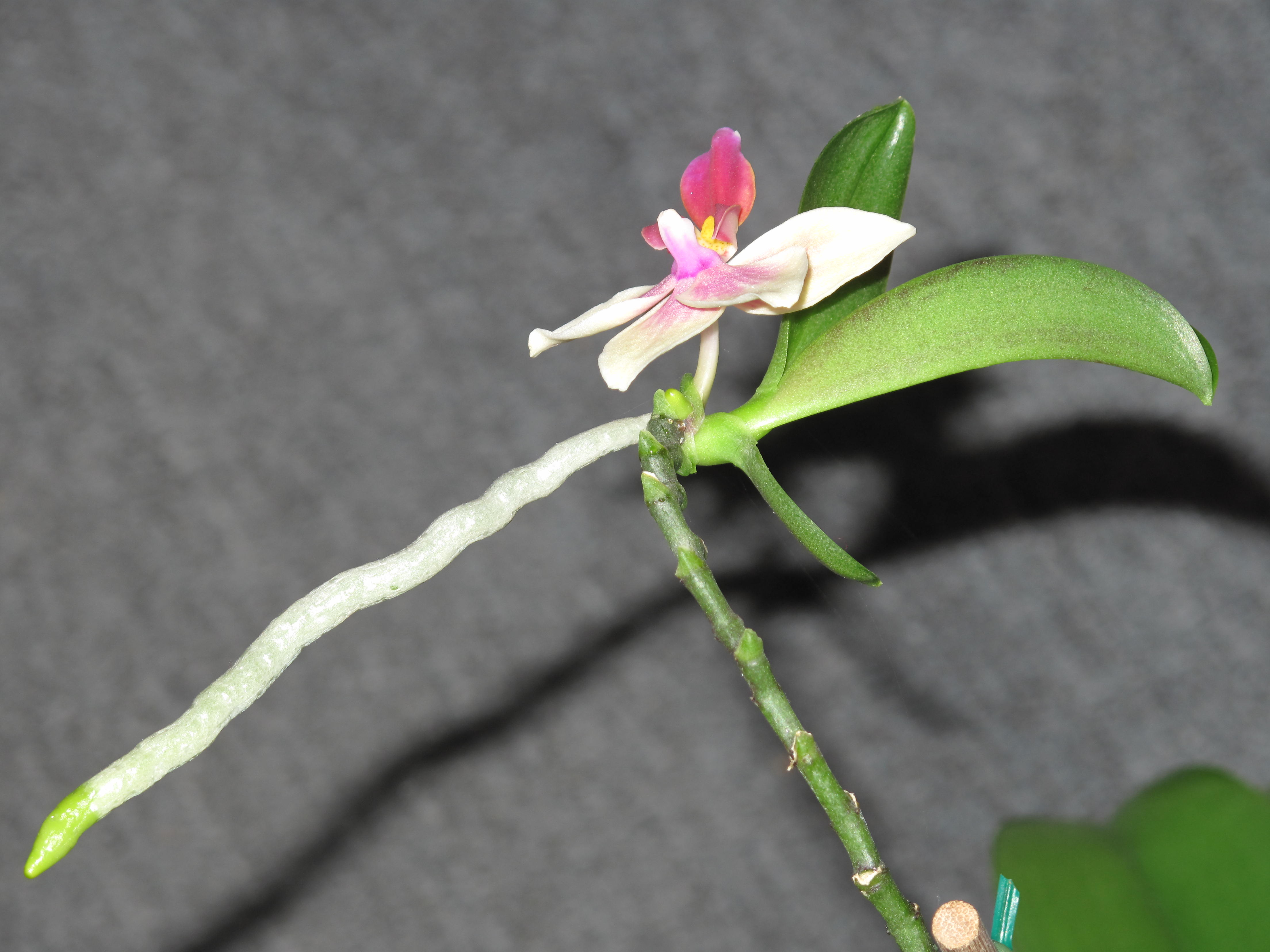
Keiki sur un Phalaenopsis en fleur

Keiki est le nom donné aux rejets (formation de feuilles et de racines) qui peuvent apparaître sur certaines hampes florales d'orchidée telle celles du genre Phalaenopsis. Le nom « keiki » vient d'un mot hawaïen signifiant « petit » ou « enfant ».
Les keikis peuvent aussi apparaître sur les orchidées des genres Dendrobium et Epidendrum.
- Sur un Phalaenopsis, un keiki est une petite plante qui se développe à partir d'un nœud de la hampe florale. Sa croissance peut être due à une exposition prolongée à des températures élevées pendant la phase de croissance[1].

Les Phalaenopsis peuvent aussi produire des keikis à la base de la plante.
- Sur un Dendrobium, le keiki se trouve typiquement comme un bourgeon le long de la tige ou à son extrémité. Son apparition est due à l'accumulation d'hormones de croissance, soit naturelles soit par apport.

## Multiplication
Le keiki doit être laissé sur la plante mère jusqu'à ce qu'il développe un système racinaire d'environ huit centimètres de long et dispose de deux ou trois feuilles . Pour un Phalaenopsis, cela peut demander de six à douze mois . À ce stade, il peut être enlevé soigneusement avec un couteau pointu et repiqué dans son propre pot. De préférence au printemps.
Lors du prélèvement, il est conseillé de couper la tige en dessous et au-dessus du rejet pour laisser une partie de la tige adhérente au keiki selon le principe des boutures en talon.
Le temps d'apparition des fleurs sur un keiki est comparable à celui des orchidées obtenues par semis. Les Phalaenopsis tels que Phalaenopsis pulchra peuvent développer des keikis qui fleurissent tout en étant attaché à la plante mère.

## Utilisation d'hormones
Il existe des hormones à base de cytokinine, hormone qui favorisent l'apparition de keiki. Il ne faut pas les confondre avec les hormones à base d'auxine qui favorisent surtout l'apparition de racines.
Sur la hampe d'un Phalaenopsis, un nœud se transformera ou bien en keiki par croissance végétative, ou bien en bourgeon floral. Si le nœud est déjà différencié, il sera impossible d’influencer son développement. Les hormones doivent être appliquées avant que cette différenciation soit effective.